# Sateliții naturali ai lui Neptun

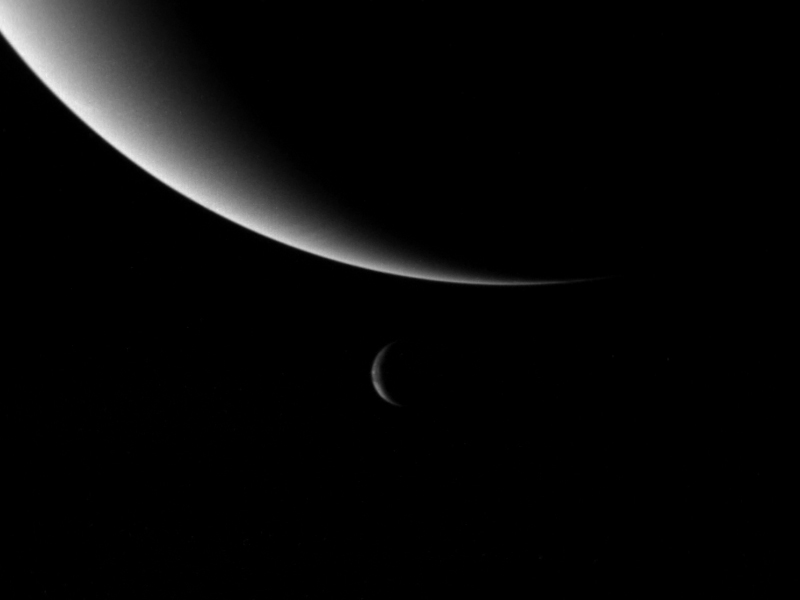
Neptun (sus) și Triton (jos), la trei zile după zborul Voyager 2 în 1989

Planeta Neptun are 14 sateliți cunoscuți, care sunt numiți după zeități minore ale apei în mitologia greacă. De departe, cel mai mare dintre ei este Triton, descoperit de William Lassell pe 10 octombrie 1846, la 17 zile după descoperirea lui Neptun; A trecut peste un secol înainte de descoperirea celui de-al doilea satelit natural, Nereid. Cel mai exterior satelit al lui Neptun, Neso, care are o perioadă orbitală de aproximativ 26 de ani iulieni, orbitează mai departe de planeta sa decât orice alt satelit din Sistemul Solar.
Triton este unic printre sateliții cu masă planetară prin faptul că orbita sa este retrogradă față de rotația lui Neptun și este înclinată față de ecuatorul lui Neptun, ceea ce sugerează că nu s-a format pe orbită în jurul lui Neptun, ci a fost capturat gravitațional de acesta. Următorul cel mai mare satelit din Sistemul Solar suspectat a fi capturat, satelitul lui Saturn Phoebe, are doar 0,03% din masa lui Triton. Capturarea lui Triton, care a avut loc probabil la ceva timp după ce Neptun a format un sistem de satelit, a fost un eveniment catastrofal pentru sateliții originali ai lui Neptun, perturbându-le orbitele astfel încât s-au ciocnit pentru a forma un disc de moloz. Triton este suficient de masiv pentru a fi atins echilibrul hidrostatic și pentru a păstra o atmosferă subțire capabilă să formeze nori și ceață.
În interiorul lui Triton se află șapte mici sateliți regulați, toți având orbite prograde în plane care se află aproape de planul ecuatorial al lui Neptun; unele dintre acestea orbitează printre inelele lui Neptun. Cel mai mare dintre ei este Proteus. Au fost reacretați din discul de moloz generat după capturarea lui Triton, după ce orbita tritoniană a devenit circulară. Neptun are, de asemenea, șase sateliți exteriori neregulați, alții decât Triton, inclusiv Nereid, ale căror orbite sunt mult mai îndepărtate de Neptun și cu înclinații mari: trei dintre aceștia au orbite prograde, în timp ce restul au orbite retrograde. În special, Nereid are o orbită neobișnuit de apropiată și excentrică pentru un satelit neregulat, ceea ce sugerează că s-ar putea să fi fost odată un satelit regulat care a fost perturbat semnificativ în poziția sa actuală atunci când a fost capturat Triton. Cei doi sateliți neptunieni neregulați, Psamathe și Neso, au cele mai mari orbite dintre toți sateliții naturali descoperiți în Sistemul Solar până în prezent.

## Istorie

### Descoperire

Numărul de sateliți cunoscuți pentru fiecare dintre cele patru planete exterioare până în octombrie 2019. Neptun are în prezent 14 sateliți cunoscuți.

Triton a fost descoperit de William Lassell în 1846, la doar șaptesprezece zile după descoperirea lui Neptun. Nereid a fost descoperit de Gerard P. Kuiper în 1949. Al treilea satelit, numit mai târziu Larissa, a fost observat pentru prima dată de Harold J. Reitsema, William B. Hubbard, Larry A. Lebofsky și David J. Tholen pe 24 mai 1981. Astronomii observau apropierea a unei stele de Neptun, căutând inele similare cu cele descoperite în jurul lui Uranus cu patru ani mai devreme. Dacă ar fi prezente inele, luminozitatea stelei ar scădea ușor chiar înainte de apropierea cea mai mare a planetei. Luminozitatea stelei a scăzut doar pentru câteva secunde, ceea ce însemna că s-a datorat mai degrabă unui satelit decât unui inel.
Nu au mai fost găsiți sateliți până când Voyager 2 a zburat pe lângă Neptun în 1989. Voyager 2 a redescoperit-o pe Larissa și a descoperit cinci sateliți interiori: Naiad, Thalassa, Despina, Galatea și Proteus. În 2001, două sondaje folosind telescoape mari de la sol au găsit cinci sateliți exteriori suplimentari, ducând totalul la treisprezece. Sondajele ulterioare efectuate de două echipe în 2002 și, respectiv, 2003 au reobservat toți acești cinci sateliți, care sunt Halimede, Sao, Psamathe, Laomedeia și Neso. Un al șaselea satelit candidat a fost găsit și în sondajul din 2002, dar a fost pierdut ulterior.
În 2013, Mark R. Showalter l-a descoperit pe Hippocamp în timp ce examina imaginile telescopului spațial Hubble cu arcele de inel ale lui Neptun din 2009. El a folosit o tehnică asemănătoare panoramării pentru a compensa mișcarea orbitală și a permite suprapunerea mai multor imagini pentru a scoate la iveală detalii slabe.   După ce s-a hotărât dintr-un capriciu să extindă zona de căutare la raze mult dincolo de inele, a găsit un punct fără ambiguitate care reprezenta satelitul nou. Apoi l-a găsit în mod repetat în alte imagini de arhivă HST care datează din 2004. Voyager 2, care a observat toți ceilalți sateliți interiori ai lui Neptun, nu l-a detectat în timpul zborului său din 1989, din cauza întunecimii sale. 

### Nume
Triton nu a avut un nume oficial până în secolul al XX-lea. Numele „Triton” a fost sugerat de Camille Flammarion în cartea sa din 1880 Astronomie Populaire , dar nu a intrat în uz comun cel puțin până în anii 1930.  Până în acest moment, era de obicei cunoscut sub numele de „satelitul lui Neptun”. Alți sateliți ai lui Neptun sunt numiți și pentru zei ai apei greci și romani, în conformitate cu poziția lui Neptun ca zeu al mării: fie din mitologia greacă, de obicei copii ai lui Poseidon, grecul Neptun (Triton, Proteus, Despina, Thalassa); iubitorii lui Poseidon (Larissa); clase de zeități minore ale apei grecești (Naiad, Nereid); sau Nereide specifice (Halimede, Galatea, Neso, Sao, Laomedeia, Psamathe). Cel mai recent satelit descoperit, Hippocamp, a rămas fără nume din 2013 până în 2019, când a fost numit după Hippocamp, o creatură mitologică care era jumătate cal și jumătate pește.
Pentru sateliții neregulați „normali”, convenția generală este de a folosi nume care se termină cu „a” pentru sateliții prograzi, nume care se termină cu „e” pentru sateliții retrograzi și nume care se termină cu „o” pentru sateliții cu o înclinație excepțională, exact ca convenția. pentru sateliții lui Jupiter.  Doi asteroizi au aceleași nume cu sateliți ai lui Neptun: 74 Galatea și 1162 Larissa.

## Caracteristici
Sateliții lui Neptun pot fi împărțiți în două grupe: regulați și neregulați. Primul grup include cele șapte sateliți interiori, care urmează orbite circulare prograde situate în planul ecuatorial al lui Neptun. Al doilea grup este format din toți ceilalți șapte sateliți, inclusiv Triton. Ei urmează, în general, orbite excentrice înclinate și adesea retrograde, departe de Neptun; singura excepție este Triton, care orbitează aproape de planetă urmând o orbită circulară, deși retrogradă și înclinată.

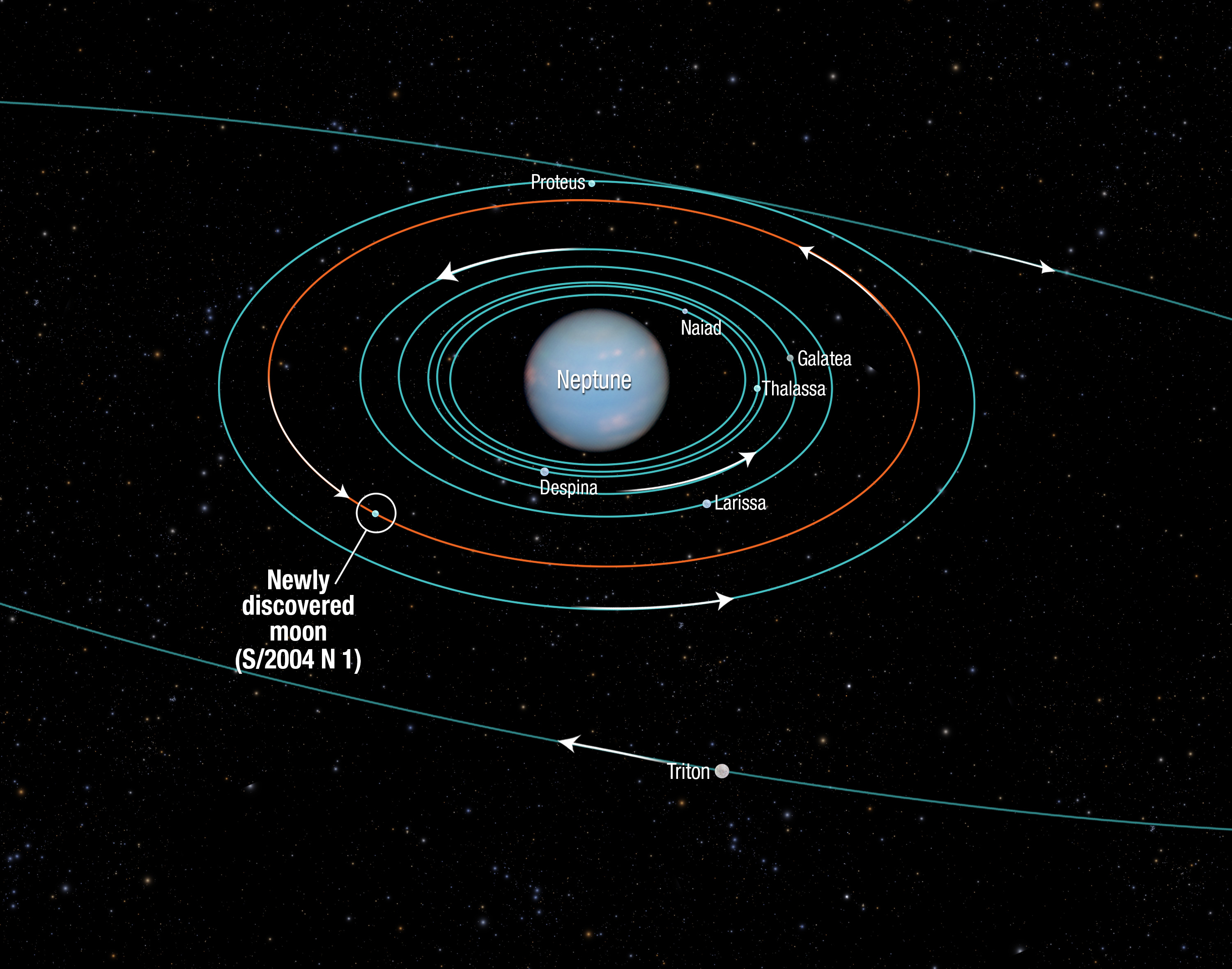
Diagrama de orbită a sateliților interiori ai lui Neptun, inclusiv Triton, cu numele și direcțiile orbitelor lor indicate

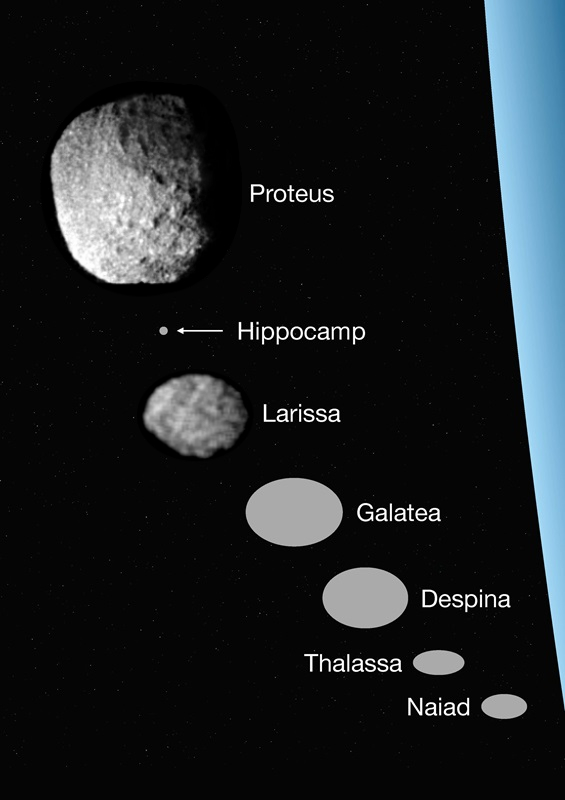
Comparația dimensiunilor celor șapte sateliți interiori ai lui Neptun

### Sateliți regulați
În ordinea distanței față de Neptun, sateliții regulați sunt Naiad, Thalassa, Despina, Galatea, Larissa, Hippocamp și Proteus. Toți, cu excepția celor doi exteriori, se află pe o orbită sincronă cu Neptun (perioada de rotație a lui Neptun este de 0,6713 zile sau 16 ore ) și, prin urmare, sunt decelerate. Naiad, cel mai apropiat satelit regulat, este, de asemenea, al doilea cel mai mic dintre sateliții interiori (după descoperirea lui Hippocamp), în timp ce Proteus este cel mai mare satelit regulat și al doilea cel mai mare satelit al lui Neptun. Primii cinci sateliți orbitează mult mai repede decât rotația lui Neptun, variind de la 7 ore pentru Naiad și Thalassa, până la 13 ore pentru Larissa.
Sateliții interiori sunt strâns asociați cu inelele lui Neptun. Cei mai interiori doi sateliți, Naiad și Thalassa, orbitează între inelele Galle și LeVerrier. Despina poate fi un satelit păstor al inelului LeVerrier, deoarece orbita sa se află chiar în interiorul acestui inel. Următorul satelit, Galatea, orbitează chiar în interiorul celui mai proeminent dintre inelele lui Neptun, inelul Adams. Acest inel este foarte îngust, cu o lățime care nu depășește 50 km, și are cinci arce strălucitoare încorporate. Gravitația lui Galatea ajută la limitarea particulelor inelului într-o regiune limitată în direcția radială, menținând inelul îngust. Diferite rezonanțe între particulele inelului și Galatea pot avea, de asemenea, un rol în menținerea arcelor.
Doar cei mai mari doi sateliți regulați au fost fotografiați cu o rezoluție suficientă pentru a le discerne formele și formele de relief. Larissa, cu aproximativ 200 km în diametru, este alungită. Proteus nu este alungit semnificativ, dar nici complet sferic: seamănă cu un poliedru neregulat, cu mai multe fațete plate sau ușor concave de la 150 la 250 km în diametru. La aproximativ 400 km în diametru, este mai mare decât satelitul saturnian Mimas, care este complet elipsoidal. Această diferență se poate datora unei perturbări de coliziune din trecut a lui Proteus. Suprafața lui Proteus este puternic craterizată și prezintă o serie de caracteristici liniare. Cel mai mare crater al său, Pharos, are peste 150 km în diametru.
Toți sateliții interiori ai lui Neptun sunt obiecte întunecate: albedo-ul lor geometric variază de la 7 la 10%. Spectrele lor indică faptul că sunt făcute din gheață contaminată cu un material foarte întunecat, probabil compuși organici complecși. În acest sens, sateliții interiori neptunieni sunt similari cu sateliții interiori uranieni.

### Sateliți neregulați

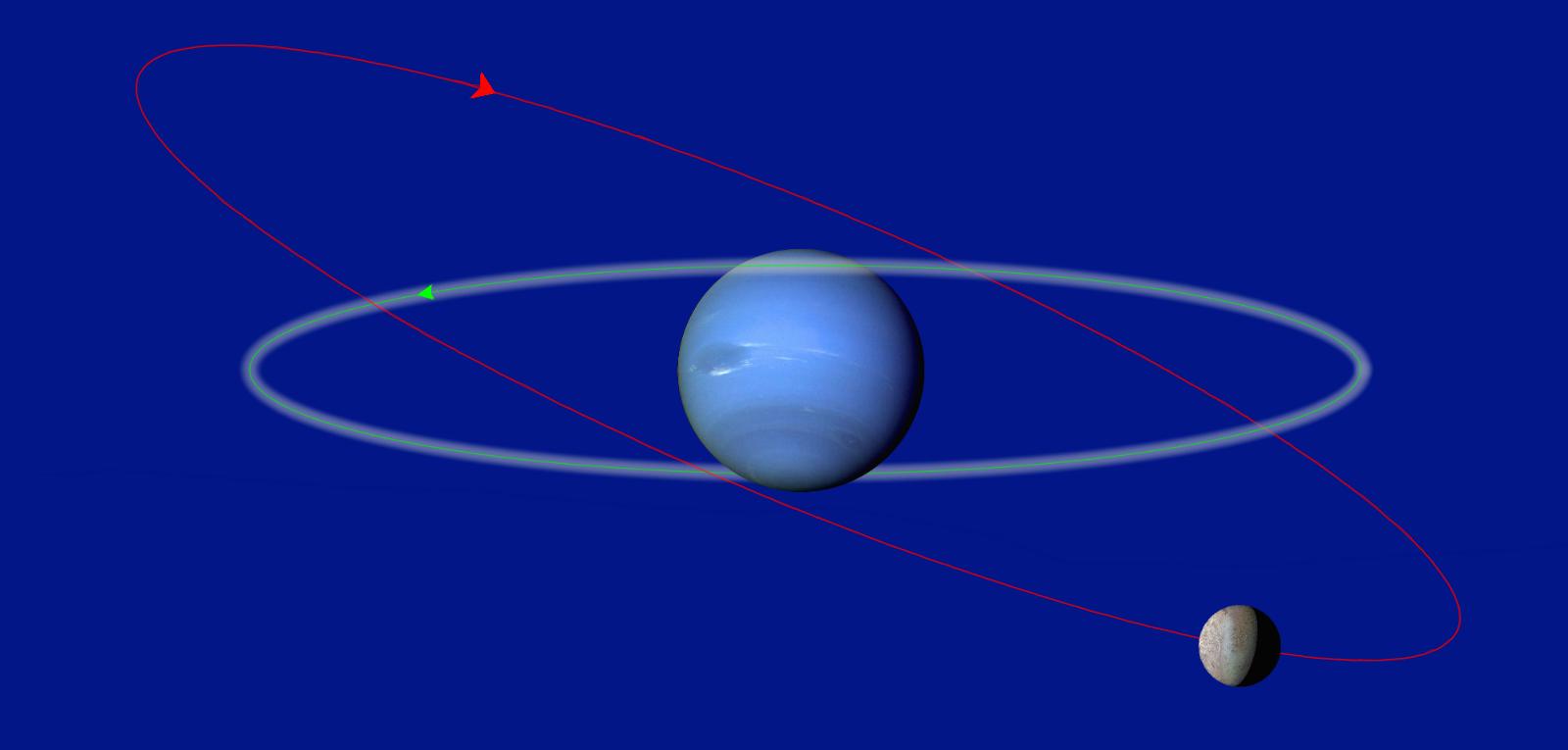
Orbita lui Triton (roșu) este diferită de orbita majorității sateliților (verde) în direcția orbitei, iar orbita este înclinată cu -23°.

În ordinea distanței lor față de planetă, sateliții neregulați sunt Triton, Nereid, Halimede, Sao, Laomedeia, Psamathe și Neso, un grup care include atât obiecte prograde, cât și obiecte retrograde. Cei cinci sateliți exteriori sunt similari cu sateliții neregulați ai altor planete gigantice și se crede că au fost capturați gravitațional de Neptun, spre deosebire de sateliții regulați, care probabil s-au format in situ.
Triton și Nereid sunt sateliți neobișnuiți neregulați și, prin urmare, sunt tratați separat de ceilalți cinci sateliți neptunieni neregulați, care seamănă mai mult cu sateliții exteriori neregulați ai celorlalte planete exterioare. În primul rând, sunt cei mai mari doi sateliți neregulați cunoscuți din Sistemul Solar, Triton fiind aproape cu un ordin de mărime mai mare decât toți ceilalți sateliți neregulați cunoscuți. În al doilea rând, ambii au semiaxe mari atipic de mici, a lui Triton fiind cu un ordin de mărime mai mic decât cel al tuturor celorlalți sateliți neregulați cunoscuți. În al treilea rând, ambii au excentricități orbitale neobișnuite: Nereid are una dintre cele mai excentrice orbite dintre orice satelit neregulat cunoscut, iar orbita lui Triton este un cerc aproape perfect. În cele din urmă, Nereid are, de asemenea, cea mai scăzută înclinație dintre orice satelit neregulat cunoscut.

#### Triton

Diagrama ilustrează orbitele sateliților neregulați ai lui Neptun, excluzând-ul pe Triton. Excentricitatea este reprezentată de segmentele galbene care se extind de la pericentru la apocentru cu înclinația reprezentată pe axa Y. Sateliții de deasupra axei X sunt prograzi, cei de dedesubt sunt retrograzi. Axa X este etichetată în Gm și fracțiunea din raza sferei Hill.

Triton urmează o orbită retrogradă și cvasi-circulară și se crede că este un satelit capturat gravitațional. A fost al doilea satelit din Sistemul Solar despre care s-a descoperit că are o atmosferă substanțială, care este în principal azot cu cantități mici de metan și monoxid de carbon. Presiunea pe suprafața lui Triton este de aproximativ 14 μbar. În 1989, sonda spațială Voyager 2 a observat ceea ce părea a fi nori și ceață în această atmosferă subțire. Triton este unul dintre cele mai reci corpuri din Sistemul Solar, cu o temperatură la suprafață de aproximativ 38 K (−235,2 °C). Suprafața sa este acoperită de azot, metan, dioxid de carbon și gheață de apă și are un albedo geometric ridicat de peste 70%. Albedo-ul Bond este chiar mai mare, ajungând până la 90%.  Formele de relief includ calota polară sudică mare, câmpii mai vechi cu cratere tăiate de grabene și escarpe, precum și forme de relief tinere, probabil formate de procese endogene precum criovulcanismul. Observațiile Voyager 2 au dezvăluit o serie de gheizere active în calota polară încălzită de Soare, care aruncă pene la înălțimea de până la 8 km. Triton are o densitate relativ mare de aproximativ 2 g/cm 3 indicând faptul că rocile constituie aproximativ două treimi din masa sa, iar gheața (în principal gheață de apă) o treime rămasă. Poate exista un strat de apă lichidă adânc în interiorul lui Triton, formând un ocean subteran. Din cauza orbitei sale retrograde și a proximității relative de Neptun (mai aproape decât este Luna de Pământ), decelerația mareică îl face pe Triton să migreze spre interior, ceea ce va duce la distrugerea lui în aproximativ 3,6 miliarde de ani. 

#### Nereid
Nereid este al treilea satelit ca mărime al lui Neptun. Are o orbită progradă, dar foarte excentrică și se crede că este un fost satelit regulat care a fost împrăștiat pe orbita sa actuală prin interacțiuni gravitaționale în timpul capturii lui Triton. Gheața a fost detectată spectroscopic pe suprafața sa. Măsurătorile timpurii ale lui Nereid au arătat variații mari, neregulate ale mărimii sale vizibile, care s-au speculat a fi cauzate de precesia forțată sau rotația haotică combinată cu o formă alungită și pete luminoase sau întunecate de pe suprafață. Acest lucru a fost infirmat în 2016, când observațiile de la telescopul spațial Kepler au arătat doar variații minore. Modelarea termică bazată pe observațiile în infraroșu de la telescoapele spațiale Spitzer și Herschel sugerează că Nereid este doar moderat alungită, ceea ce defavorizează precesia forțată a rotației. Modelul termic indică, de asemenea, că rugozitatea suprafeței Nereidei este foarte mare, probabil similară cu satelitul saturnian Hyperion.

#### Sateliți neregulați normali
Printre sateliții neregulați rămași, Sao și Laomedeia urmează orbite prograde, în timp ce Halimede, Psamathe și Neso urmează orbite retrograde. Având în vedere asemănarea orbitelor lor, s-a sugerat că Neso și Psamathe ar putea avea o origine comună în destrămarea unui satelit mai mare. Psamathe și Neso au cele mai mari orbite dintre toți sateliții naturali descoperiți în sistemul solar până în prezent. Le ia 25 de ani pentru a-l orbita pe Neptun la o medie de 125 de ori distanța dintre Pământ și Lună. Neptun are cea mai mare sferă Hill din Sistemul Solar, datorită în primul rând distanței sale mari de Soare; acest lucru îi permite să păstreze controlul asupra sateliților atât de îndepărtați. Cu toate acestea, sateliții jovieni din grupurile Carme și Pasiphae orbitează la un procent mai mare din raza Hill primarului lor decât Psamathe și Neso. 

## Formare
Distribuția de masă a sateliților neptunieni este cea mai neregulată dintre sistemele de sateliți ale planetelor gigantice din Sistemul Solar. Un satelit, Triton, reprezintă aproape toată masa sistemului, toți ceilalți sateliți cuprinzând împreună doar o treime dintr-un procent. Acesta este similar cu sistemul de sateliți al lui Saturn, unde Titan reprezintă mai mult de 95% din masa totală, dar este diferit de sistemele mai echilibrate ale lui Jupiter și Uranus. Motivul dezechilibrului actualului sistem neptunian este că Triton a fost capturat mult după formarea sistemului original de satelit al lui Neptun, iar experții presupun că o mare parte din sistem a fost distrusă în procesul de captură.

Masele relative ale sateliților neptunieni

Orbita lui Triton la capturare ar fi fost extrem de excentrică și ar fi provocat perturbări haotice în orbitele sateliților neptunieni interiori originali, făcându-i să se ciocnească și să se reducă la un disc de moloz. Aceasta înseamnă că este probabil ca sateliții interiori actuali ai lui Neptun să nu fie corpurile originale care s-au format cu Neptun. Abia după ce orbita lui Triton s-a circularizat, o parte din moloz s-a putut reacreta în sateliții regulați de astăzi.
Mecanismul de captare a lui Triton a fost subiectul mai multor teorii de-a lungul anilor. Una dintre ele postulează că Triton a fost capturat într-o întâlnire cu trei corpuri. În acest scenariu, Triton este membrul supraviețuitor al unui obiect binar din centura Kuiper perturbat de întâlnirea sa cu Neptun.

Simulările numerice arată că există o probabilitate de 0,41 ca satelitul Halimede să se ciocnească de Nereid la un moment dat în trecut. Deși nu se știe dacă a avut loc vreo coliziune, ambii sateliți par să aibă culori similare ("gri"), ceea ce sugerează că Halimede ar putea fi un fragment al lui Nereid. 

## Listă

### Sateliți confirmați
| ‡ Sateliți neregulați prograzi | ♠ Sateliți neregulați retrograzi |

Sateliții neptunieni sunt enumerați aici în funcție de perioada orbitală, de la cea mai scurtă la cea mai lungă. Sateliții neregulați (capturați) sunt marcați cu culoare. Orbitele și distanțele medii ale sateliților neregulați sunt variabile pe perioade scurte de timp din cauza perturbațiilor planetare și solare frecvente, prin urmare, elementele orbitale enumerate ale tuturor sateliților neregulați sunt mediate pe o integrare numerică de 800 de ani. Elementele lor orbitale se bazează toate pe epoca de 1 ianuarie 2000. Triton, singurul satelit neptunian suficient de masiv pentru ca suprafața sa să se prăbușească într-un sferoid, este îngroșat.
| Ordine | Etichetă | Nume       | Pronunție (cheie) | Imagine | Magn.abs. | Diametru (km)                   | Masă(×1016 kg) | Semiaxă mare(km) | Periodă orbitală (z) | Înclinație orbitală (°) | Excentricitate | Anul descoperirii | Descoperitor         |
| ------ | -------- | ---------- | ----------------- | --- | --------- | ------------------------------- | -------------- | ---------------- | -------------------- | ----------------------- | -------------- | ----------------- | -------------------- |
| 1      | III      | Naiad      | /na'jad/          | A smeared white object elongated from the bottom-left to top-right can be seen in the center. | 9.6       | 60.4 (96 × 60 × 52)             | ≈ 13           | 48224            | +0.2944              | 4.691                   | 0.0047         | 1989              | Voyager Science Team |
| 2      | IV       | Thalassa   | /ta'la.sa/        | A group of three objects, each circled and labeled by the respective designations. Thalassa is the central object designated 1989 N5. | 8.7       | 81.4 (108 × 100 × 52)           | ≈ 35           | 50074            | +0.3115              | 0.135                   | 0.0018         | 1989              | Voyager Science Team |
| 3      | V        | Despina    | /des'pi.na/       | A white oval shaped object somewhat elongated horizontally is seen in the center. There are a few small dark spots on its surface. | 7.3       | 156 (180 × 148 × 128)           | ≈ 170          | 52526            | +0.3346              | 0.068                   | 0.0004         | 1989              | Voyager Science Team |
| 4      | VI       | Galatea    | /ga.la'te.a/      | A small white object elongated from the bottom-left to top-right can be seen in the center. | 7.2       | 174.8 (204 × 184 × 144)         | ≈ 280          | 61953            | +0.4287              | 0.034                   | 0.0001         | 1989              | Voyager Science Team |
| 5      | VII      | Larissa    | /la'ri.sa/        | An irregularly shaped grey object slightly elongated horizontally occupies almost the whole image. Its surface shows a number of dark and white spots. | 6.8       | 194 (216 × 204 × 168)           | ≈ 380          | 73548            | +0.5555              | 0.205                   | 0.0012         | 1981              | Reitsema et al.      |
| 6      | XIV      | Hippocamp  | /hi.po'kamp/      | Composite of multiple Hubble images of the Neptune system, with the moons appearing as bright white dots. The fainter dot to the upper right is Hippocamp, circled and labeled to distinguish it from other moons in this image. | 10.5      | 34.8±4.0                        | ≈ 2.2          | 105283           | +0.9500              | 0.064                   | 0.0005         | 2013              | Showalter et al.     |
| 7      | VIII     | Proteus    | /pro'te.us/       | A conically shaped object is seen almost fully illuminated from the left. The cone axis looks towards the observer. The outline of the object is a rectangle with rounded corners. The surface is rough with a few large depressions. | 5.0       | 420 (436 × 416 × 402)           | ≈ 3900         | 117646           | +1.1223              | 0.075                   | 0.0005         | 1989              | Voyager Science Team |
| 8      | I        | Triton♠    | /tri'ton/         | A large spherical object is half-illuminated from the bottom-left. The south pole faces to the light source. Around it in the bottom-left part of the body there is a large white area with a few dozens dark streaks elongated in the pole to equator direction. This polar cap has a slight red tinge. The equatorial region is darker with a tint of cyan. Its surface is rough with a number of craters and intersecting lineaments. | –1.2      | 2705.2±4.8 (2709 × 2706 × 2705) | 2139000        | 354759           | −5.8769              | 156.865                 | 0.0000         | 1846              | Lassell              |
| 9      | II       | Nereid‡    | /ne.re'id/        | A small white smeared body is seen in center. | 4.4       | 357 ± 13                        | ≈ 2400         | 5504000          | +360.14              | 5.800                   | 0.749          | 1949              | Kuiper               |
| 10     | IX       | Halimede♠  | /ha.li'me.de/     | | 10.0      | ≈ 61                            | ≈ 12           | 15753700         | −1879.55             | 133.8                   | 0.566          | 2002              | Holman et al.        |
| 11     | XI       | Sao‡       | /'sa.o/           | | 11.1      | ≈ 40                            | ≈ 3.4          | 22381400         | +2914.26             | 48.2                    | 0.299          | 2002              | Holman et al.        |
| 12     | XII      | Laomedeia‡ | /la.o.me'de.ja/   | | 10.8      | ≈ 40                            | ≈ 3.4          | 23607900         | +3179.59             | 34.8                    | 0.418          | 2002              | Holman et al.        |
| 13     | X        | Psamathe♠  | /psa'ma.te/       | | 11.0      | ≈ 38                            | ≈ 2.9          | 46701600         | −9110.44             | 137.1                   | 0.451          | 2003              | Sheppard et al.      |
| 14     | XIII     | Neso♠      | /'ne.so/          | | 10.7      | ≈ 60                            | ≈ 11           | 50045900         | −9617.75             | 132.3                   | 0.447          | 2002              | Holman et al.        |

### Sateliți neconfirmați
Un al șaselea candidat pentru un satelit neregulat al lui Neptun, desemnat „c02N4”, a fost descoperit într-un sondaj condus de Matthew J. Holman pe 14 august 2002, dar a fost văzut din nou de Very Large Telescope abia pe 3 septembrie 2002, înainte de a fi pierdut ulterior. Încercările ulterioare de a recupera obiectul au eșuat, lăsându-i orbita nedeterminată. S-ar putea să fi fost un centaur în loc de un satelit, deși cantitatea sa mică de mișcare față de Neptun de peste o lună sugerează că a fost într-adevăr un satelit. Pe baza luminozității sale, s-a estimat că obiectul are un diametru de 33 km și că ar fi fost la aproximativ 25,1 milioane de km (0,168 UA) de la Neptun când a fost găsit.
| Nume  | Magnitudine aparentă (R) | Magnitudine absolută | Diametru (km) | Distanța observată (km) | Grup       | Anul descoperirii | Status |
| ----- | ------------------------ | -------------------- | ------------- | ----------------------- | ---------- | ----------------- | --- |
| c02N4 | 25,3                     | ≈ 10,8               | ≈ 33          | ≈ 25100000              | necunoscut | 2002              | Posibil un candidat centaur sau satelit neregulat; a fost detectat în august și septembrie 2002 înainte de a fi pierdut ulterior după încercări eșuate de a recupera obiectul |